# قضية اجتماعية
القضايا الاجتماعية تشمل المشاكل الاجتماعية، الصراع الاجتماعي والمعاناة الاجتماعية. وتشير أيضاً هذه القضية بأنها تؤثر على شريحة كبيرة من الأفراد داخل المجتمع، فغالباً تكون نتيجة توسع هذه العوامل غير القضية الفردية الاجتماعية سبباً في صراع الآراء والتي ينظر لها بأنها قضية أخلاقية من مجرد الحياة الشخصية والعادات الاجتماعية. وتختلف القضايا الاجتماعية عن القضايا الاقتصادية ولكن بعض القضايا مثل الهجرة لها جوانب اجتماعية واقتصادية، وهناك قضايا لا تقع في أي من هذه الفئات مثل: الحروب، وهي تتعارض مع القضايا الاجتماعية ذات الحلول القيمة. فاختلاف الأفراد والمجتمعات يلعب دوراً كبيراً في اختلاف المدارك أو التصورات. قال المفكر توماس بفي ما يخص حقوق الرجل والمعاني الشائعة لهذا المسمى السماح بتطبيق نفس الحقوق على الآخرين كما طبقناها على أنفسنا، فسبب الفشل في تطبيقهِ نشوء قضية اجتماعية، فاستخدم الناس العديد من طرق الصراع في القضايا الاجتماعية. فالبعض صوت للقادة في الدول الدميقراطية ليكونوا مثلهم الأعلى، والبعض الآخر قام بالتبرع أو المشاركة بوقته، وماله، وطاقاته، فغالباً يأخذ شكل المتطوعين هذا الشكل، وتتشكل المنظمات غير الربحية بأنها الغرض الوحيد المحدد لحل قضية اجتماعية. ويتضمن تنظيم المجتمع جمع الناس مع بعضهم البعض لغرض شائع، فيعد هذا المسمى متميزا ولكنه مرتبط بمعنى مصطلح «قضية اجتماعية» ويستخدم بالتحديد في الولايات المتحدة الأمريكية والذي يشير إلى مواضيع المصالح السياسية الوطنية والتي على أساسها انقسم الجمهور وأيضا موضوع المصالح المناصرة الحزبية والنقاش والتصويت والذي تشمل نفس الجنس من الزواج والإجهاض. وفي هذه الحالة أو القضية ليس بالضرورة بانها تشير إلى مرض يجب التوصل معه إلى حل بل موضوع يستدعي النقاش.

## القضايا الشخصية
هم أفراد يتعاملون مع أنفسهم ومجموعة صغيرة من أقاربهم وعلاقاتهم فمن وجه آخر تكون القضايا الاجتماعية التي تشمل القيم التي دل عليها المجتمع على نطاق واسع مثل: ارتفاع معدل البطالة التي تؤثر على ملايين الناس. فتعتبر العلاقة بين القضية الشخصية والعامة ذاتية وتعتمد على كيفية تعرف المجموعات عليها ولكن عندما تؤثر هذه القضية على شريحة كبيرة من الناس ستكون قضية اجتماعية. فنعود إلى قضية البطالة، فعندما يخسر الشخص وظيفته فهو أمر شخصي لا قضية اجتماعية وأيضا، يولد حرق ثلاثة عشر مليون شخص قضايا اجتماعية متنوعة.
قضايا التكافؤ مقابل قضايا الموقف:
قضية التكافؤ: هي مشكلة اجتماعية التي فسرها الناس بنفس الطريقة، فعامة تولد هذه الأنواع من القضايا بالاجماع على نطاق واسع واثارت القليل من المقاومة العامة. ومن أمثلتها: النكاح المحرم والإساءة للأطفال، والتي هي مدانه عالميا عبر حضارة المجتمعات. مقارنه بقضية التكافؤ فقضية الموقف تعد أيضا مشكلة اجتماعية تنشأ عندما ينقسم الرأي في المجتمع. فهناك العديد يتشبث بأرائه المختلفة والتي ليس من السهل تغيرها أو التنازل عنها. ومن أمثلة هذه القضية الإجهاض التي لم تحضى بالتأييد على نطاق واسع من الجمهور. فهناك بعض الأمثلة العامة على القضايا الاجتماعية مع بعض الأمثلة لكل واحدة منهم:
عدم التكافؤ الاجتماعي: فهناك بعض المعلومات الإضافية فيسمى بعدم التكافؤ الاجتماعي وأنظمة عدم التكافؤ الاجتماعي، نتج هذا النظام الطبقي أو التكافؤي في الهند من المضطهدين ومنذ ثلاث آلاف من السنين اشار لهم بالمحظورين. حظر هذا النظام حديثا في المملكة المتحدة وتخطط الولايات المتحدة الأمريكية بحظره أيضا.
القضايا الاقتصادية في الولايات المتحدة الأمريكية: يختلف معدل البطالة في الولايات المتحدة الأمريكية بحسب المنطقة، الجنس، التعليم، التحصيل العلمي والمجموعة العرقية. وفي الكثير من الدول وخاصة الدول النامية تكون أغلب الشعوب فقيرة ويعتمدون على الرعاية الاجتماعية. فواحد من كل ست أطفال اعتمدوا على الرعاية الاجتماعية في ألمانيا سنة 2007 بينما كان في سنة 1965 واحد من كل خمسة وسبعين طفل يعيشون برفاهيه.
التفكك الاجتماعي:
المقال الرئيسي: نظرية التفكك الاجتماعي
فتمسى أيضا مشاكل الأحياء السكنية الموجودة في العديد من الدول فهذه لأحياء تتميز بعدم وجود مدارس بمعدل عالي لتعليم الثانوي وبالتالي يكبر الأطفال وتكون فرصتهم ضئيلة بالالتحاق بالكلية مقارنة بأطفال الأحياء الأخرى. أصبح الإدمان على شرب الخمر والمخدرات.
الصحة العامة: توصف الحالات الصحية بأنها واسعة الانتشار وغالبا توصف بأنها وباء أو فاش الوباء فهي غالبا تهتم بالمجتمع ككل. وايضا هي تضر في جودة الحياة وقدرة الناس على المساهمة في المجتمع والعمل وينتهي المطاف بهم بالموت.
تكون غالبا الأمراض المعدية من اهتمامات الصحة العامة لأن من المحتمل أن ينتشر بسرعة وبسهولة ويؤثر على أعداد كبيرة من البشر. فمنظمة الصحة العالمية، اهتمت في مكافحة عدوى اندلاع المرض، من خلال التقليل من جغرافيتها وسرعة انتشارها وعلاج أثارها فالحالات الأخرى لن تشفى حتى عند أخذها العلاج الفعال مثل: الخرف والذي تقوم الصحة العامه بالاهتمام بهم على المدى الطويل.

## العمر وطبع أو منهج الحياة
المقال الرئيسي: Agsim
وفق منهج أو طبع الحياة فهناك مشاكل اجتماعية مرتبطة بأعمار مختلفة مثل سن التمييز. فهناك بعض الأمثلة على سن التمييز عندما يكون لا يستطيع الشخص بالقيام بالمهمام أو يعامل معاملة مختلفة حسب عمره.
عدم المساواة أو التباين:
```
العنوان الرئيسي للمقال: التباين الاجتماعي 
```

هي الحالة أو المساواة غير المتكافئة. ويعد جذر من الجذور المشاكل الاجتماعية المتعددة التي تحدث في بعض الأمور مثل الجنس، العرق وأيضا يؤثر العمر على طريقة المعالجة
فهناك مثال قديماً على ذلك كالعبودية في الولايات المتحدة الأمريكية، كان الأفريقيون مستعبدين ويعاملون بسوء،
```
عندما قدموا إلى أمريكا ولا يتمتعون بنفس حقوق الأمريكين البيض من الشعب وعلى سبيل المثال فهو لا يسمح لهم بالتصويت في الانتخابات. 
```

نجحت عدد من الحركات المدنية في المساواة بين المتقدمين وتوسيع الحقوق التي همشت في السابق، وهذا يشمل حركة حقوق المرأة التي بدأت في قرن 1920
وأيضا حركة الحقوق المدنية التي بدأت في قرن 1950 في أمريكا لمساواتهم بالأمريكين الأصليين وحركة المثليين التي بدأت في القرن 1960 .

## التعليم والمدارس العامة
المقال الرئيسي: المساواة في التعليم
يمكن القول بأن التعليم هو من أهم عوامل نجاح الشخص في المجتمع. فالتمويل غير المتساوي أو المتكافئ بين المدارس العامة ينتج عنه مشاكل اجتماعية، كما يحدث في الولايات المتحدة الأمريكية، أثر ضعف السياسة التنظيمية وقلة التواصل بين المدارس العامة والحكومة الفيدرالية والتي تعد من أهم العوامل المؤثرة على الجيل الجديد. فالمدارس الحكومية التي لا تتلقى علامات عالية في اختبارات الكفاءة لا تتلقى الدعم المالي الكافي لتصل بالفعل إلى المستوى الأقصى للتعليم الذي يفترض أن يتلقاه طلابها.
العمل والمهنة:
المشاكل الاجتماعية التي تواجه في العمل تشمل الإجهاد المهني، السرقة، التحرش الجنسي، عدم المساواة في الأجور، عدم المساواة في الجنس، عدم المساواة في العرق وفوارق الرعاية الصحية والعديد.
العنصرية البيئية:
المقال الرئيسي العنصرية البيئية
توجد عندما تكون منطقة معينة أو مدينة تتعرض لممارسات بيئية اشكالية ويرجع السبب في ذلك إلى المكونات العرقة والطبقية للمنطقة. عموما تمثل المنطقة أو المدينة المجموعات ذات الأقلية وذات الدخل المنخفض. غالبا هناك تلوث أكثر كالمصانع ورمي النفايات الخ. وهذا ينتج المخاطر البيئية والمخاطر الصحية التي لا نراها في المدن الغنية.
الإجهاض:
العنوان الرئيسي للمقال: الإجهاض
ينقسم الأفراد فيما يتعلق بالإجهاض إلى قسمين القسم المؤيد للاختيار (أو مناصرين للاختيار) والقسم المؤيد للحياة أو (المناصر للحياة). يؤمنون الأفراد المناصرين للاختيار أن الإجهاض حق، يؤمنون بأن المرأة لها الحق من قبل الحكومة. بينما يؤمنون الأفراد المناصرين للحياة بأن تبدأ شخصية إلإنسان من التكوين (الحمل) ويؤمنون أن الإجهاض قتل غير شرعي لإنسان برئ.
الولايات المتحدة الأمريكية:
تحتل عدد من القضايا الاجتماعية مكانة بارزة في تاريخ الولايات المتحدة. ضعفت الكثير منها أو تصلبت عندما تغيرت الظروف والقيم. كما أن مصطلح «قضية اجتماعية» له معنى واسعا في الولايات المتحدة، فإنه لا يشير فقط إلى العلل التي يتعين حلها ولكن أي موضوع مناقشات واسع النطاق يشمل بعمق القيم والمعتقدات.
أنشأت مكتبة الكونغرس فهرس للحالات الاجتماعية في الولايات المتحدة. ومن الأمثلة على ذلك: الغش الأكاديمي فصل الكنيسة عن الدولة، والتطفل، تطور التعليم والعصابات الكراهية والانتحار الزحف العمراني، والنقابات.
هناك مسائل اجتماعية لها أهمية كبيرة عند انتخاب رئيس جديد. بعض الانتخابات تدور حول حفنة أو قضية اجتماعية، مثل انتخابات عام 2004م كان الزواج من نفس الجنس حافزاً لكثير من الناخبين للإدلاء بأصواتهم بأعداد كبيرة للمساعدة في إعادة انتخاب جورج دبليو بوش
نظام السجون الاتحادية لم يستطع مواكبة الزيادة المطردة في عدد السجناء خلال السنوات القليلة الماضية، مما تسبب في ازدحام 2012م وكان مستوى الاكتظاظ 41 في المائة «مصنف»، في أعلى مستوى له منذ عام 2004م ليس في السجن الاتحادي فحسب، بل شمل ذلك الجدل في الولايات المتحدة بشان ظروف معاملة السجناء.
تعتبر جرائم الكراهية مشكلة اجتماعية في الولايات المتحدة لأنها تعمل على تهميش واستهداف فئات معينة من الأشخاص أو جماعات معينة على أساس هوياتهم. يمكن أن ترتكب جرائم الكراهية نتيجة تصرف بدافع الكراهية والتحيز والتعصب بسبب الميول الجنسية أو النوع أو الجنس البيولوجي أو العرق أو الدين أو الإعاقة أو أية هوية أخرى.و جرائم الكراهية تصبح قضية متنامية وخاصة في البيئات المدرسية بسبب سكانها من الشباب. فأغلبية الضحايا هم المراهقون والشباب والسكان داخل المؤسسات التعليمية. كما أن جرائم الكراهية يمكن أن تؤدى إلى اعتداءات جسدية أو جنسية أو التحرش، والمضايقة الكلامية والسرقة أو حتى في الموت.
يتهم البعض صناعة الأغذية في الولايات المتحدة بتعزيز بدانة الطفولة وسوء الصحة حيث تستهدف الأطفال في تسويق منتجات غذائية غير صحية. فتشمل المنتجات الموجهة للأطفال منتجات تحتوي علي نسبة كبيرة من السكريات والدهون والتي بدورها تكون سعرات حرارية عالية.
يوجه اللوم إلى شركات الأغذية على قيامها بعمل إعلانات تبدو أكثر جاذبية وإثارة للأطفال ومكثفة ومتجددة وذكية.
تشمل بعض طرق الإعلانات للطعام غير الصحي من قبل شركات الأغذية الأساليب الآتية:
●	تتميز حملات الإعلانات بتقديم أساليب الحفلات.
●	تستغل صور المشاهير وتطبعها.
●	ترعى الأحداث الرياضية وغيرها.
●	تستخدم لوحات الإعلانات على الطرق وغيرها.
●	تقديم منتجاتها في الأفلام أو البرامج التلفازية.
●	التنوع في أشكال الماركات التجارية، وتشمل الملابس.
●	علامات إرشادية ولوحات كبيرة تخبر الناس، كم تبعد مطاعم الوجبات السريعة عنهم.
أصدرت منظمة الدواء القومية والأكاديمية تقرير طلب منها بواسطة الكونجرس لتقييم تأثير طبيعة الأطعمة والمشروبات وممارسات شركات التغذية علي الأطفال والمراهقين.
وخلص التقرير إلى أن تسويق الأطعمة والمشروبات يؤثر على صحة الأطفال والمراهقين فممارسات التسويق تخلق بيئة من المخاطر على صحة الصغار. وتستخدم الشركات مواردها وإبداعاتها لتسويق منتج الغذائي ووضع صحة الناس في خطر.فدعم هذه الصناعات ووجود شركات رائدة وتكامل الجهود كل ذلك مطلوب .وتفتقد السياسات الحالية للشركات السلطات الكافية لتشريع وتأسيس الممارسات التي تؤثر على غذاء الناس وتبعا لموقع (PHA) إن تفشي وباء السمنة بين الأطفال والمراهقين في الولايات المتحدة يعكس التغيرات في المجتمع . وافترض الموقع أن خيارات التغذية غير الصحية الناتجة عن الزيادة في الجلوس وعدم الحركة فالأطفال يأكلون كميات كبيرة أثناء مشاهدتهم للتلفاز ولعب ألعاب الحاسب كما أن هناك تأثير للإعلانات من خلا الوسائط الإعلامية علي زيادة إقبال الأطفال على استهلاك الأطعمة غير الصحية.
```
ومن وجهة نظر بعض المعارضين، أن الحكومة لو منعت سوق الأطعمة غير الصحية سوف يقلل ذلك من مخاطر انتشار السمنة وما يتبع ذلك من مخاطر صحية مثل أمراض القلب والأوعية الدموية وداء السكري. وبجزء من تقرير سوق الاغذية IOM هناك عشرة توصيات للأسواق الخاصة والعامة من الناس.
```

## قضايا في بلدان أخرى

### الولايات المتحدة الأمريكية
شهد تاريخ الولايات المتحدة الأمريكية عددًا من القضايا الاجتماعية البارزة. وقد استفحل العديد منها بمرور الوقت مع تغير القيم والظروف أو شهد انحسارًا. لمصطلح «قضية اجتماعية» معنى واسع في الولايات المتحدة، إذ إنه لا يشير إلى العلل التي ينبغي حلها فحسب بل أيضًا إلى أي موضوع يثير جدلًا على نطاق واسع، بما في ذلك القيم والمعتقدات الراسخة. تحوي مكتبة الكونغرس فهرسًا ثابتًا من القضايا الاجتماعية في الولايات المتحدة. تشمل الأمثلة الغش الأكاديمي والفصل بين الكنيسة والدولة والقرصنة والخلق والتطور في التعليم الحكومي والعصابات وخطاب الكراهية والانتحار والتمدد العمراني والنقابات. تنال القضايا الاجتماعية أهمية خاصة عند انتخاب رئيس جديد. وتتأثر الانتخابات أغلب الأحيان بعدد من القضايا الاجتماعية، إذ تخضع قضايا اجتماعية عديدة للمناقشة مثل حقوق الإجهاض والمثليين والسيطرة على السلاح.

#### الجريمة ونظام العدالة
لم يكن نظام السجون في الولايات المتحدة الأمريكية قادرًا على مواكبة الزيادة المطردة في عدد السجناء على مدى السنوات القليلة الماضية، الأمر الذي تسبب بازدحام كبير في السجون. في العام 2012، كان مستوى الازدحام يزيد بنسبة 41% عن «السعة المقدرة» وقد كان ذلك أعلى مستوى منذ عام 2004.
إضافة إلى ازدحامه، كان نظام السجون الفيدرالي في الولايات المتحدة محور جدل أيضًا في ما يتعلق بالظروف التي يُجبر فيها السجناء على العيش.

#### جرائم الكراهية
تمثل جرائم الكراهية مشكلة اجتماعية في الولايات المتحدة لأنها تهمش وتستهدف بصورة مباشرة مجموعات محددة من البشر أو تجمعات محددة من البشر بناءًا على هوياتهم. يمكن أن تُرتكب جرائم الكراهية نتيجة سلوك بدافع الكراهية والأحكام المسبقة والتعصب بسبب التوجه الجنسي أو التعبير عن الجنس أو الجنس البيولوجي أو الإثنية أو العرق أو الدين أو الإعاقة أو أية هوية أخرى. جرائم الكراهية هي قضية متنامية في البيئات المدرسية على وجه التحديد بسبب وجود الفئات العمرية الشابة. غالبية الضحايا والجناة هم من المراهقين والشباب (الفئات العمرية الشابة الموجودة ضمن المؤسسات التعليمية). قد تؤدي جرائم الكراهية إلى الاعتداء أو التحرش الجسدي والجنسي والتحرش اللفظي والموت.

#### تسويق الوجبات السريعة للأطفال
كانت صناعة المواد الغذائية عرضة لانتقادات بسبب الترويج لسمنة الأطفال واعتلال الصحة من خلال استهداف ديموغرافية الأطفال على وجه التحديد في تسويق المنتجات الغذائية غير الصحية. غالبًا ما تعتبر المنتجات الغذائية المسوق لها غير صحية بسبب ما تحويه من نسب عالية من السعرات الحرارية والدهون والسكر.
تتضمن بعض الطرق الشائعة لتسويق الوجبات السريعة ما يلي:
- حملات إعلانات تلفزيونية يظهر في مشاهير
- حملات إعلانية مطبوعة
- حملات لوحات إعلانية
- رعاية الأحداث، بما في ذلك الأحداث الرياضية
- موضعة المنتج في الأفلام وبرامج التلفزيون
- أنماط مختلفة من الماركات، بما في ذلك الملابس
- لافتات توجيهية وملصقات تخبر الناس بمدى بُعد مطعم للوجبات السريعة.
- حملات على منصات وسائل التواصل الاجتماعي وخاصة التيك توك وسناب تشات والتي يرتادها الصغار بكثرة.

في عام 2005، أصدر معهد الطب التابع للأكاديميات الوطنية (آي أو إم) تقريرًا طلبه مجلس الشيوخ لتقييم أثر وطبيعة ممارسات تسويق الأطعمة والمشروبات على الأطفال والمراهقين الأمريكيين. «وخلص التقرير إلى أن تسويق الأغذية والمشروبات يؤثر على النظم الغذائية وصحة الأطفال والمراهقين وأن ممارسات التسويق الحالية تخلق بيئة تعرض صحة الشباب للخطر، لم تستخدم الشركات والمسوقون الطاقة الإنتاجية الكاملة لمواردها وإبداعها لتسويق نظام غذائي صحي، ثمة حاجة إلى قيادة الصناعة وجهود مستدامة ومتعددة القطاعات ومتكاملة، وأن مؤسسات السياسة العامة الحالية تفتقر إلى السلطة للتصدي لممارسات التسويق الناشئة التي تؤثر على النظم الغذائية للشباب».